# 市原市立若葉中学校
市原市立若葉中学校（いちはらしりつ わかばちゅうがっこう）は、千葉県市原市五井にある公立中学校。文部科学省学校コードはC112210002208、旧学校調査番号は123914で、教育開発出版所属中学校コードは120196。通称は若葉中。

## 概要
市原市北西部の五井地区に位置する。1978年（昭和53年）4月1日、市原市立五井中学校より分離独立し開校した。当初は五井中学校内の一部を仮校舎としていた。市原市立若葉小学校および市原市立白金小学校の校区を学区としている

## 沿革

### 年表
- 1978年
  - 4月1日 - 五井中学校を仮校舎として開校[4]。
  - 8月 - 独立校舎第一期工事完成[4]。
- 1979年 - 学校施設を拡張。体育館、プール、サッカーネット、柔剣道場などを併設[4]。

## 施設

### 敷地
敷地の詳細は以下の通りである。
- 所在地：〒290-0056　千葉県市原市五井5308番地
- 所有者：市原市
- 敷地面積：32,667m2
- 用途地域：第一種住居地域
- 指定建蔽率：60%
- 指定容積率：200%
- 取得価格：885,000,000円

### 建物
敷地内の建物は以下の通りである。
| 棟番号 | 棟名称         | 構造 | 階数 | 階数 | 延床面積   | 建築年 | 耐震情報 | 耐震情報   | 耐震情報 | 備考 |
| 棟番号 | 棟名称         | 構造 | 地上 | 地下 | 延床面積   | 建築年 | 基準     | 診断       | Is値     | 備考 |
| ------ | -------------- | ---- | ---- | ---- | ---------- | ------ | -------- | ---------- | -------- | ---- |
| 001    | 校舎-1         | RC造 | 3    | 0    | 2,639.00m2 | 1978年 | 旧基準   | 耐震強化済 | 0.73     |      |
| 002    | 校舎-3         | RC造 | 3    | 0    | 1,052.00m2 | 1983年 | 新基準   | 耐震性有   | -        |      |
| 003    | 体育館         | RC造 | 1    | 0    | 1,006.00m2 | 1979年 | 旧基準   | 耐震工事済 | 0.77     |      |
| 004    | 武道場         | RC造 | 1    | 0    | 671.00m2   | 1988年 | 新基準   | 耐震性有   | -        |      |
| 005    | 校舎-2         | RC造 | 1    | 0    | 235.00m2   | 1978年 | 旧基準   | 耐震工事済 | 2.23     |      |
| 006    | 校舎-3         | RC造 | 1    | 0    | 86.00m2    | 1983年 | 新基準   | 耐震性有   | -        |      |
| 007    | 倉庫・物置     | 木造 | 1    | 0    | 76.00m2    | 1979年 | -        | -          | -        |      |
| 008    | 脱衣室・更衣室 | 木造 | 1    | 0    | 62.00m2    | 1979年 | -        | -          | -        |      |
| 009    | 倉庫・物置     | 木造 | 1    | 0    | 37.00m2    | 1979年 | -        | -          | -        |      |
| 010    | 倉庫・物置     | 木造 | 1    | 0    | 33.00m2    | 1988年 | -        | -          | -        |      |

## 規模
2022年（令和4年）5月1日現在の学校規模は以下の通りである。
| 生徒数       | 302名    |
| 学級数       | 11学級   |
| 通学区域面積 | 6.015km2 |
| 通学区域人口 | 16,803人 |

## 諸活動

### 部活動
2017年7月中旬に5日間行われた2017年度千葉県中学校総合体育大会サッカー部門市原支部予選では同校サッカー部が優勝した。

## 通学区域
以下の町丁字とその範囲を通学区域として指定している。
- 五井海岸
- 五井の一部
- 五井金杉1 - 4丁目
- 五井東3丁目の一部
- 五井中央西2丁目の一部
- 君塚住居表示未施行区域、1 - 5丁目
- 白金町1丁目の一部、2 - 6丁目
- 五所の一部
- 西五所の一部
- 八幡海岸通の一部
- 西野谷の一部
- 郡本の一部
- 藤井の一部

## 通学区域内施設
- 市原ゴルフガーデン跡
- イトーヨーカドー市原店跡（現在はマンション）
- 五井火力発電所
- JNC石油化学市原製造所
- 丸善石油化学千葉工場
- AGC千葉工場
- AGCロジスティクス千葉営業所
- コスモ石油千葉製油所
- 日本曹達千葉工場
- 日曹金属化学千葉工場
- 宇部興産千葉石油化学工場
- 日産化学袖ケ浦工場五井製造所
- 日本ポリプロ五井工場
- 岩谷瓦斯千葉工場
- 昭和電工マテリアルズ五井工場
- 日本液体運輸千葉支店
- 日産物流千葉支店五井営業所

## 小学校区
- 市原市立若葉小学校
- 市原市立白金小学校

## 隣接中学校区
- 市原市立八幡中学校
- 市原市立五井中学校
- 市原市立千種中学校